# Association of European Rarities Committees
L'Association of European Rarities Committees est une association regroupant différents comités nationaux répertoriant les espèces d'oiseaux occasionnelles en Europe. Ces comités nationaux s'appuient sur les observations des ornithologues pour répertorier les espèces d'oiseaux occasionnelles dans le pays. Afin de mettre en commun leurs données, ces comités se réunissent au sein de l'Association of European Rarities Committees depuis 1993. Ce premier regroupement s'est tenu sur l'île de Heligoland, en Allemagne.